# Woyo Coulibaly
Woyo Coulibaly (Gonesse, Francia; 26 de mayo de 1999), es un futbolista maliense que juega como lateral en el Leicester City del Championship. 

## Trayectoria

### Inicios en Francia
Coulibaly comenzó en el equipo de su ciudad natal, el AS Ermont, antes de trasladarse al Entente SSG.
Se unió al Le Havre AC en 2012, empezando con el equipo sub-13. 
Formó parte del equipo sub-19 del Le Havre que quedó subcampeón en el Championnat National U19 2016-2017. 
El 19 de junio de 2019, Coulibaly firmó su primer contrato profesional con el Le Havre AC por tres años. 
Coulibaly debutó como profesional con el Le Havre en un empate 1-1 por la Ligue 2 contra el Chamois Niortais el 2 de agosto de 2019, jugando de lateral izquierdo.
Extendió su contrato por otros dos años el 7 de octubre de 2020, haciéndolo válido hasta 2024. 
Tras la extensión del contrato, el entrenador de Le Havre, Paul Le Guen, dijo: "Tiene un verdadero margen de mejora, veo en él un jugador al nivel de la L1 , incluso en la cima de la Ligue 1". 

### Parma Calcio
El 30 de agosto de 2021, se confirmo su fichaje al Parma , firmando un contrato que duraría hasta 2025 y tomando el número 26. 
Hizo su debut con el Parma el 12 de septiembre en una victoria por 4-0 contra el Nuovo Pordenone. 
El 1 de abril de 2023, marcó el primer gol de su carrera en una victoria por 2-1 sobre el  Palermo en la Serie B.

### Leicester City
El 15 de enero de 2025, fichó por el Leicester City, en ese momento en la Premier League, por una tarifa reportada de £3 millones 
Hizo su debut el 26 de enero en una victoria por 2-1 contra el Tottenham Hotspur, entrando por James Justin en el tiempo de descuento. 
1. ↑  devnclic (23 de octubre de 2019). «Woyo Coulibaly, à la recherche d'un second souffle». Foot Normand (en fr-FR). Consultado el 6 de agosto de 2025.
2. ↑  «Woyo Coulibaly signe son premier contrat pro au HAC». www.hac-foot.com. Consultado el 6 de agosto de 2025.
3. 1 2  «Havre AC : où sont passés les finalistes du championnat de France U19, en 2017 ? - ici». ici, le média de la vie locale (en francés). 11 de marzo de 2019. Consultado el 6 de agosto de 2025.
4. ↑  «Le Havre cale face à Niort pour sa première de la saison dans son stade Océane. - ici». ici, le média de la vie locale (en francés). 3 de agosto de 2019. Consultado el 6 de agosto de 2025.
5. ↑  «Le Havre vs Niort live scores & match info | Soccerway». int.soccerway.com. Consultado el 6 de agosto de 2025.
6. ↑  «Le Havre. Issu du centre de formation, Woyo Coulibaly poursuit avec le HAC». tendanceouest.com (en francés). 8 de octubre de 2020. Consultado el 6 de agosto de 2025.
7. ↑  Waymel, Dorian (15 de octubre de 2020). «Le Havre - Paul Le Guen sur Woyo Coulibaly : « Je vois en lui un joueur de niveau L1 »». MaLigue2 (en fr-FR). Consultado el 6 de agosto de 2025.
8. ↑  «WOYO COULIBALY È UN GIOCATORE DEL PARMA». Parma Calcio 1913 (en it-IT). 30 de agosto de 2021. Archivado desde el original el 1 de junio de 2023. Consultado el 6 de agosto de 2025.
9. ↑  «UFFICIALE: Woyo Coulibaly è il nuovo terzino destro del Parma - SportParma» (en it-IT). 30 de agosto de 2021. Consultado el 6 de agosto de 2025.
10. ↑  Trupo, Guglielmo (12 de septiembre de 2021). «Pordenone-Parma - Vazquez insegna calcio, Danilo è una sicurezza». Forza Parma (en it-IT). Consultado el 6 de agosto de 2025.
11. ↑  Pace, Lorenzo (1 de abril de 2023). «Il Palermo lotta ma non basta: al 'Tardini' vince il Parma 2-1». Stadionews24 (en it-IT). Consultado el 6 de agosto de 2025.
12. ↑  «Woyo Coulibaly Joins Leicester City». www.lcfc.com. Consultado el 6 de agosto de 2025.
13. ↑  Wednesday, Premier League strugglers Leicester signed French full-back Woyo Coulibaly from Parma for a reported fee of around £3 million ($3 6 million) on. «Leicester sign French full-back Coulibaly». beIN SPORTS (en en-mena). Consultado el 6 de agosto de 2025.
14. ↑  «‘I’m Very Passionate’ – Coulibaly’s First Words». www.lcfc.com. Consultado el 6 de agosto de 2025.
15. ↑  Blackwell, Jordan (26 de enero de 2025). «Tottenham v Leicester City live match updates». Leicestershire Live (en inglés). Consultado el 6 de agosto de 2025.